# Municipio de Liberty (condado de Montgomery)
El municipio de Liberty (en inglés: Liberty Township) es un municipio ubicado en el condado de Montgomery en el estado estadounidense de Kansas. En el año 2010 tenía una población de 496 habitantes y una densidad poblacional de 4,39 personas por km².

## Geografía
El municipio de Liberty se encuentra ubicado en las coordenadas 37°9′34″N 95°35′55″O / 37.15944, -95.59861. Según la Oficina del Censo de los Estados Unidos, el municipio tiene una superficie total de 112.98 km², de la cual 112,77 km² corresponden a tierra firme y (0,19 %) 0,21 km² es agua.

## Demografía
Según el censo de 2010, había 496 personas residiendo en el municipio de Liberty. La densidad de población era de 4,39 hab./km². De los 496 habitantes, el municipio de Liberty estaba compuesto por el 93,75 % blancos, el 1,41 % eran afroamericanos, el 0,81 % eran amerindios y el 4,03 % eran de una mezcla de razas. Del total de la población el 1,01 % eran hispanos o latinos de cualquier raza.